# 石塚元章
石塚 元章（いしづか もとあき、1957年9月23日 - ）は、日本のニュースキャスター、ジャーナリスト。中京地区のTBS系列局・CBCテレビの特別論説委員（元・報道・番組総局論説室長）。愛知県名古屋市出身。妻は元CBCアナウンサーの古木淑恵。

## 略歴
名古屋市立向陽高等学校、同志社大学法学部卒業。
1981年4月、中部日本放送（CBC）に入社。報道局記者として、愛知県警察記者クラブや行政・経済などの取材を担当。
1992年から1995年まで『CBCニュースワイド』のメインキャスターを務めた。
1996年から3年間、JNN ウィーン支局長を務め、NATO軍ユーゴスラビア空爆、コソボ紛争で現地取材を行う。
ペルー日本大使館人質事件時はJNN特派員として派遣された。
1999年、ニュース編集長に就任。
2000年から2006年は『ユーガッタ!CBC』キャスター。
2006年から2010年に掛けて、CBC東京総局報道部長。
2010年4月から3年間、BS-TBSに出向。同局の報道番組『サンデースコープ』『NEWS21 サタデースコープ』に出演。東日本大震災からの復興などを取材。
出向後の2013年からはCBC解説委員に就任。
TBSテレビ系の情報番組『ゴゴスマ -GO GO!Smile!-』とCBCテレビの『イッポウ』→『チャント!』のニュース解説を担当。
2014年からはCBC論説室長を務める。
2015年4月からは冠番組となるラジオ番組『石塚元章 ニュースマン!!』を担当する。
2017年に定年退職後は嘱託として、CBCに在籍。
2022年3月を以て、CBCを退職。
以後はCBCと専属契約を結び、『ゴゴスマ GOGO!Smile!-』『石塚元章 ニュースマン！！』に出演している。

## 現在の出演番組
- ゴゴスマ -GO GO!Smile!-（ニュース解説、代役MC）[5]
- 石塚元章 ニュースマン!!（CBCラジオ、2016年4月2日 - ）[4]
- マミーゴ♪とワクワクしたい仲間たち（CBCラジオ、2021年4月5日 - ）
- CBCラジオ ＃プラス!（CBCラジオ、2024年4月 - ）

## 過去の出演番組
- CBCニュースワイド（1992年7月 - 1995年3月）メインキャスター[3]
- 中部財界人新春サロン（1999年 - 2006年）CBC論説委員
- ユーガッタ!CBC（2000年10月2日 - 2006年3月31日）メインキャスター
- 迫り来る巨大地震
- 報道特別番組
  - 票決! ライブ（2000年、2001年、2003年、2004年）
  - 乱!総選挙2005
- サンデースコープ（BS-TBS、2010年3月28日 - 2011年3月27日）番組ご意見番
- NEWS21 サタデースコープ（BS-TBS、2011年4月2日 - 2013年3月30日）コメンテーター[3]
- NEWS21 サンデースコープ経済版（BS-TBS、2011年4月3日 - 2013年3月31日）総合司会[3]
- チャント!（金曜論説室）

## 映画
- 正体（2024年11月29日公開)